# Eggs Benedict
Eggs Benedict er en amerikansk morgenmadsret.
Den består af skiver af ristet brød (toast) eller delte engelske muffins dækket af røget bacon eller skinke, pocheret æg og hollandaisesauce.

## Varianter
- Eggs Florentine er en variant af Eggs Benedict, hvor baconet er erstattet med sauteret spinat. I tillæg er hollandaisesaucen byttet ud med mornaysovs.[2]